# 花澤香菜・雨宮天のRADIO GREE NIGHT
花澤香菜・雨宮天のRADIO GREE NIGHT（はなざわかな・あまみやそらのラジオ グリー ナイト）は、文化放送で放送されたラジオ番組である。

## 概要
GREE一社提供。同社公式YouTubeチャンネルにて番組本編および反省会を後日配信している。
花澤香菜と雨宮天の両者が揃ってのラジオ番組は初となる。 